# Bayarque
Bayarque – gmina w Hiszpanii, w prowincji Almería, w Andaluzji, o powierzchni 26,37 km². W 2011 roku gmina liczyła 224 mieszkańców.